# キャッツ (ミュージカル)
『キャッツ』（Cats）は、T・S・エリオットによる詩集『キャッツ - ポッサムおじさんの猫とつき合う法』（The Old Possum's Book of Practical Cats）を元にした、アンドルー・ロイド・ウェバーが作曲を手掛けたミュージカル作品である。
マンカストラップ、ラム・タム・タガーといった個性的な猫たちが都会のごみ捨て場を舞台に、踊りと歌を繰り広げる。人間が一切出てこない演出と振付が特徴となっている。ニューヨークでの連続上演回数は、2006年1月9日に『オペラ座の怪人』に抜かれるまでブロードウェイでのロングラン公演記録であった。世界で興行が最も成功したミュージカル作品のひとつである。
2019年時点で、全世界での観客動員数は7300万人を上回る。
2019年12月20日、本作を原作としたトム・フーパーの監督による長編映画『キャッツ』が米国で公開。日本では2020年1月24日公開。

## 作品

### オリジナル・スタッフ
- 製作：キャメロン・マッキントッシュ
- 作曲：アンドルー・ロイド・ウェバー
- 原作・詞：T・S・エリオット『キャッツ - ポッサムおじさんの猫とつき合う法』（The Old Possum's Book of Practical Cats）
- 台本：アンドルー・ロイド・ウェバー、トレヴァー・ナン
- 振付：ジリアン・リン
- 演出：トレヴァー・ナン

### 受賞
1983年トニー賞において、以下の10部門にノミネート（うち、男優賞に2人ノミネート）。7部門で受賞。
- ミュージカル作品賞（受賞）
- ミュージカル助演男優賞（マンカストラップ役のハリー・グローナー（Harry Groener）、アスパラガス役のステファン・ハナン（Stephen Hanan）に対して)
- ミュージカル助演女優賞（受賞 - グリザベラ役のベティ・バックリー（Betty Buckley）に対して）
- ミュージカル脚本賞（受賞）
- オリジナル楽曲賞（受賞 - アンドルー・ロイド・ウェバー、TT・S・エリオットに対して）
- ミュージカル装置デザイン賞
- ミュージカル衣装デザイン賞（受賞）
- ミュージカル照明デザイン賞（受賞）
- ミュージカル演出賞（受賞）
- 振付賞

### 概要
イギリスの文学者、T・S・エリオットの詩集「キャッツ - ポッサムおじさんの猫とつき合う法」（The Old Possum's Book of Practical Cats）にアンドルー・ロイド・ウェバーが曲をつけた。しかし、一部の曲は演出家のトレヴァー・ナンらによって作詞されている。代表曲「メモリー」は、T・S・エリオットの未完の草稿を基に、トレヴァー・ナンが歌詞を書き下ろした。
トレヴァー・ナンによる演出で、1981年5月11日にロンドン、ウエストエンドのニューロンドン劇場で初演された。ロンドンでの公演や日本の仮設劇場公演では、舞台全体が回転する回り舞台を使用し、開演にあたって裏返しになった舞台を180度回転する。
初演時には娼婦猫のグリザベラをジュディ・デンチが演じる予定であったがアキレス腱断裂で出演できなくなったため、代役として『エビータ』の主役を務めたエレイン・ペイジが抜擢され、彼女の歌う「メモリー」が世界的なヒットソングとなった。
なお、公演が行なわれる国や時期により演出が微妙に変化するため、登場する猫の数・種類や振付が異なる場合が多い。日本でも初期にあったランパスキャットのナンバーが削除されたり、1999年の福岡公演から振付が大幅に変更されたりしている。また海賊猫グロールタイガーの場面とナンバーが追加されたのはアメリカ公演からである。

## 登場する猫
英語表記アルファベット順で記載する。公演の演出によって登場しない猫もいる。日本版（劇団四季版）で登場する猫については後述する。
アドメートス（Admetus、コーラス）
若いオス猫。各種公演版の多くで同じ役者がマキャヴィティを演じる。プラートーと取り換え可能な役であり、幾つかの公演版では登場しない。映像版ではランパスキャットを演じる猫。
アロンゾ（Alonzo、バリトン）
少しセクシーな黒と白のオス猫。アメリカ版とドイツ初演版では黒と金色。マンカストラップの右腕的存在と見なされている。多くの公演版でランパスキャットを演じる。
アスパラガス（Asparagus、バリトン）
劇場猫（the Theatrical Cat）ガス（Gus）。「ガス～劇場猫」のナンバーでは年寄り猫とグロールタイガー、それ以外では少し若い姿でコーラスに参加している。映像版ではガスとアスパラガスは別の猫であり、俳優も異なる。各種公演版で、ガスを演じる役者がバストファー・ジョーンズを演じる。
ビル・ベイリー（Bill Bailey、コーラス）
黒と白とブラウンの若いオスの猫。タンブルブルータスと取替え可能な役として扱われる。幾つかの公演版では登場しない。
ボンバルリーナ（Bombalurina、メゾ=ソプラノ）
セクシーな赤いメス猫。メス猫のリーダーである女王（"Queen"）猫であると見られることが多い。ディミータと親密。
バストファー・ジョーンズ（Bustopher Jones、バリトン）
25ポンド（約11.5kg）ある太っちょ猫。お洒落なタキシードを着て白いスパッツをはいている。上流階級街である「セント・ジェームズ街」に住む猫として、他の猫たちに敬意を払われている。
カーバケッティ（Carbucketty、テノール）
カーバケッティはT.S.エリオットの「ドタバタ芝居の猫（knockabout cat）」から取られている名前。パウンシバル（Pouncival）と取替え可能な役として扱われ、幾つかの公演版では登場しない。
カッサンドラ（Cassandra、ソプラノ）
茶色とクリーム色のメス猫。毛が短く（レッグウォーマーなどを着用しない唯一の猫）、細い尾や小さな耳が特徴的な猫で、どこかミステリアスな雰囲気を持つ。
コリコパット（Coricopat、コーラス）
タントミールと二卵性双生児でオス猫。優れた直感力を持つ、あるいは超自然的な能力を持つ猫として登場する。幾つかの公演版では登場しない。
ディミータ（Demeter、アルト）
はねっ返りながら少し神経質な所もあるメス猫。欧米の"キャッツ"私設ファンクラブの多くは、ディミータの性格は彼女の過去（以前にマキャヴィティに襲撃された経験があるのかも知れない）が何らかの悪影響をもたらしているためと考えている。ボンバルリーナと親密。
エレクトラ（Electra、メゾ=ソプラノ）
オレンジと黒のブチの子猫。エトセトラ（Etcetera）と同じく、ラム・タム・タガーのファン。
エトセトラ（Etcetera、メゾ=ソプラノ）
楽しげで活発な性格の子猫。 ラム・タム・タガーの大ファン。幾つかの公演版では登場しない。
エグゾティカ（Exotica、コーラス）
映像版のみに登場するメス猫。フェミ・タイラー（en:Femi Taylor）のために特に作られた役（フェミ・タイラーはタントミールのオリジナル・キャスト）。
ジョージ（George、コーラス）
オスの子猫。幾つかの公演版では登場しない。
ギルバート（Gilbert、あるいはGhengis、ソプラニスタ）
劇中劇"Growltiger's Last Stand"に登場する、サイアミーズ（シャム猫軍）のリーダー。グロールタイガー追討の指揮を執っている。通常、マンゴジェリー、タンブルブルータス、コリコパットを演じる役者が演じている。
グリザベラ（Grizabella、ソプラノ）
かつては魅力的な娼婦猫だったが今や美貌を失い、ただ受け入れられることのみを望んでいる猫。周囲からは疎まれているが、シラバブ（及びオールドデュトロノミー）だけは彼女を見捨てないでいる。『キャッツ』のテーマ曲でもある「メモリー」を歌い上げる。
グリドルボーン（Griddlebone、 コントラルト）
レディ・グリドルボーン（Lady Griddlebone）。劇中劇に登場するフワフワした白いペルシャ猫。グロールタイガーの愛人。"The Ballad of Billy McCaw"、あるいはイタリア語のアリア"In una tepida notte"をアレンジしたものをグロールタイガーと共に歌いあげる（何を歌うかは各公演版により異なる）。ほとんどの公演版でジェリーロラムと同じ女優により演じられる。
グロールタイガー（Growltiger、バリトン）
劇場猫ガスが若かりし頃に演じた役であり、劇中劇"Growltiger's Last Stand"でガスが演じる役。邪悪な海賊として、あるいは海賊を風刺するコミカルな役として演出される。一部の公演版では、ナンバー自体がカットされ登場しない。
ジェリーロラム（Jellylorum、ソプラノ）
クリーム色のメス猫。エリオットの作品に登場する猫の名前にちなんで名づけられている。ジェニエニドッツと共に子猫の面倒を見ている。ガスと親密。
ジェミマ（Jemima、メゾ=ソプラノ、もしくはソプラノ）
まだら模様の純粋な子猫。公演によってはグリザベラと共にメモリーを歌う場合がある。アメリカ公演版ではシラバブ（Sillabub）と名づけられたが、ジェミマの方が一般的（映像版もジェミマ）。オリジナル・キャストはサラ・ブライトマン。
ジェニエニドッツ（Jennyanydots、メゾソプラノ）
おばさん猫。日がな一日座って過ごし、梃子でも動かない"Gumbie Cat"。夜は活動的になり、ネズミとゴキブリの教育に勤しむ。最初は白っぽいもこもこした衣裳を着込んでいるが、ナンバーの途中で明るいオレンジ色の姿になる。
マキャヴィティ（Macavity、歌唱パートなし）
劇中に登場する猫の中で唯一、本当の悪人。赤っぽいぼさぼさの長い毛並。警察を欺き、犬をも引き裂く犯罪王。シャーロック・ホームズのモリアーティ教授をイメージした猫だとされる。第二幕でオールド・デュトロノミーを誘拐し、さらにディミータの誘拐も試みている。マンカストラップとの決闘も見どころ。雷とともに出現し、偽マキャと呼ばれる手下も従えている。
ミストフェリーズ（Mistoffelees、テノール）
魔術師ミスター・ミストフェリーズ（The Magical Mr. Mistoffelees）。若いオスの黒猫。マジックを得意とし、その凄さは自ナンバーでラム・タム・タガーに紹介される。閃光を伴う爆発を生じさせたりする魔術を使う（映像版では手から稲妻を放出する）。ミストフェリーズの代名詞ともいえるダンスは、「魔法のターン（"The Conjuring Turn"）」とも呼ばれる、約25回の片足連続回転（フェッテ）である。ミストフェリーズのナンバーより前も、少し異なる衣裳で舞台にずっと登場している。ほとんどの公演版で、その姿の時はクァクソー（Quaxo）という名がついている。歌唱パートは少なく、ダンスが中心となっている。小柄なバレエ経験者が演じることが多い。
マンゴジェリー（Mungojerrie、バリトン）
悪名高き泥棒猫コンビの片割れで、ランペルティーザの相棒。黒と茶、オレンジ系の縞模様があるオス猫。コミカルな表情やしぐさが目立ち、泥棒稼業を楽しんでいる様子。劇中劇でギルバートを演じる場合もある。
マンカストラップ（Munkustrap、テノール）
アメリカンショートヘアのような黒と銀の縞のあるオス猫。ジェリクルキャッツのリーダーにして守護者。"The Pekes and the Pollicles"でナレーターも務める。ジェリクルキャッツの語り部と考えられており、舞台と観客を繋ぐ狂言回しのような役割も担う。
オールド・デュトロノミー（Old Deuteronomy、バリトン）
ジェリクルキャッツの愛すべき長老。長いふさふさした灰色の毛皮を持つ。長い時を生き続けており、看取った妻は99匹とも噂される。舞踏会の最後に、天上に昇る一匹のジェリクルを選ぶ。
プラートー（Plato、コーラス）
しばしばジョージやアドメートスと取替え可能な猫として扱われる。ジェリクル舞踏会でのヴィクトリアの相手役（pas de deux）。いくつかの公演版では登場しない。
パウンシバル（Pouncival、テノール）
いたずらなオスの子猫。カーバケッティと取替え可能な猫として位置づけられている。
ランペルティーザ（RumpelteazerあるいはRumpleteazer、アルト）
悪名高き泥棒猫コンビの片割れ。マンゴジェリーの相棒で、模様の色合いも似ている。エリオットが使用した綴りであるRumpelteazerと綴るのが一般的。
ラム・タム・タガー（Rum Tum Tugger、バリトン）
ザ・ラム・タム・タガー（The Rum Tum Tugger）。わがままで天邪鬼な性格だが、メス猫たちにとってはセクシーで魅力的な存在。誰の言うことも聞かないが、オールド・デュトロノミーやミストフェリーズには一目置いている様子で、彼らのナンバーも歌う。通常、ミック・ジャガーをイメージした猫として演出される。野生的なタテガミがある黒い衣裳が印象的。
ランパスキャット（Rumpus Cat、テノール）
大きなスパイク状の髪を持ち、燃えるような赤い目をしている。ランパスキャットのナンバー（'The Awefull Battle of the Pekes and the Pollicles'）で描かれるように、ジェリクルキャッツの内にあるヒーロー性を体現する勇敢な猫。公演版によってはナンバーそのものがカットされ登場しない。通常、アロンゾやアドメートスがランパスキャットを演じる。
スキンブルシャンクス（Skimbleshanks、バリトン）
鉄道猫（"The railway cat"）。活動的な黄土色と茶色の縞猫。ナンバー中はベストを身に着ける。夜行列車の非公式の車掌として活躍している。
タントミール（Tantomile、アルト）
魔女猫（"Witch's Cat"）。コリコパットと双子。双方ともに、優れた直感力を持つ、あるいは超自然的な能力を持つ猫として登場する。
タンブルブルータス（Tumblebrutus、バリトン）
ビル・ベイリーに対応する猫。ブロードウェイ版、映像版等に登場。
ヴィクター（Victor、バリトン）
若いオス猫。キャッツコーラス（"Cats chorus"）の一員。幾つかの公演版では登場しない。
ヴィクトリア（Victoria、コーラス）
白猫ヴィクトリア（"Victoria The White Cat"）。白い子猫。ダンスに優れた天賦の才を持っている。グリザベラには好意的なのか、寄り添おうとする場面がある。正式なジェリクル舞踏会はヴィクトリアのソロダンスで開始される。

## 日本での公演
日本では、劇団四季によって1983年に東京都新宿の仮設劇場であるキャッツ・シアターで初演された。このキャッツ・シアターは日本初のミュージカル公演用の仮設劇場であった。振り付けは山田卓が手がける。
以降、順に大阪、東京、名古屋、福岡、札幌、大阪、東京、札幌、福岡、名古屋、大阪、静岡、広島、仙台、東京福岡、名古屋と全国で上演され続け、25年間で上演回数は7000回（2008年6月27日）を超え、観客動員数は750万人以上に達している。国内のミュージカル上演回数として最多記録を更新中である。また、2007年9月8日に同一公演地（東京・五反田／大崎）での公演回数1000回を突破。2009年11月からは横浜・みなとみらいで公演されることが発表された。2010年4月25日夜公演をもって､ブロードウェイ記録である7485回を抜き､7486回の公演を達成した。横浜公演は2012年11月に千秋楽を迎え、翌12月より2013年の3月にかけて再び広島で公演された。その後、東日本大震災前から予定されていて、ホールの被災により延期されていた仙台での公演が2013年4月から行われている。

### 登場する猫
劇団四季のキャッツに登場する猫は、海外公演版とは異なる設定がされていたり、まったくのオリジナルキャラクターである場合もある。また、設定が同じだが外見が異なる猫も多い。

#### 雌猫
グリザベラ

若いころは名の知れた娼婦だった猫。老いさらばえた孤独な姿とは裏腹に披露する美声が印象的。
ジェリーロラム／グリドルボーン
原版のジェリーロラムよりやや若い設定だが、シラバブの世話をするなど面倒見の良さは変わらない。見た目は茶色がかった黄色い毛並み。包容力のある大人の雰囲気を持つ。ジェニエニドッツを紹介する3ガールズの1人。グリドルボーンはシャム猫軍と内通しているような演出がされている。美しい声とチャーミングな風貌を持った悪女猫。
ジェニエニドッツ

昼間はねてばかり。世話好きなおばさん猫。
ランペルティーザ
マンゴジェリーと泥棒稼業に勤しむ元気いっぱいのメス猫。
外見は原版と異なり黄色がかった毛並み。ジェニエニドッツのシーンではネズミのマスクを被っている。
ディミータ
原版のディミータとは異なりオレンジ色に黒と白の縞模様が入った三毛猫系の猫。野性的。攻撃的で気性が荒く、タントミールに威嚇する場面がある。
ボンバルリーナ
原版のボンバルリーナとは異なり、クリーム色の地に黒と赤の毛並みを持つ、クールでセクシーなおとなの猫。
シラバブ
海外のジェミマやシラバブと役割は似ているが、名前以外の設定は劇団四季オリジナル。生まれて間もない、小さくて純粋な猫。嫌われ者のグリザベラに手を差し伸べようとする優しさがあり、共にメモリーを歌う。
タントミール
ワインレッドのシャム猫。セクシーでミステリアス。原版のカッサンドラと似た外見。毛の短いミステリアスなメス猫。最初のオーバチュアーでライトを浴びている。ジェニエニドッツを紹介する3ガールズの1人。旧演出版は他の猫と同じような毛並みで特に目立ったシーンが無かった。
ジェミマ
名前以外は劇団四季オリジナル。白の毛皮に、黒とオレンジの縞が入っている三毛で、若くて勝気なメス猫。ジェニエニドッツを紹介する3ガールズの1人。グリザベラを嫌っている様子で嘲る歌を歌うが、最後は受け入れている。
ヴィクトリア

純白の毛並みがひときわ目を引く、美しくしなやかな猫。原版では子猫らしい印象だが、日本では特別若いわけでもない。
カッサンドラ
黒の縞模様が特徴のおとなの猫。夜空に舞う、神秘的な姿が印象的。
原版のタントミールと似た外見。小柄だが神秘的な大人のメス猫。ジェニエニドッツのシーンではネズミのマスクを被っている。

#### 雄猫
オールドデュトロノミー

すべての猫たちが尊敬する長老猫。そのまなざしには深い愛が溢れている。新たなる命を授かる猫を最後に決める。
バストファージョーンズ

しなやかで黒い毛並みを持つ、グルメでリッチな肥満体の紳士猫。アスパラガス/グロールタイガーと同じ役者が演じる。
キャストボードには「バストファージョーンズ＝アスパラガス/グロールタイガー」と記載される。
アスパラガス／グロールタイガー

アスパラガスは、継ぎはぎだらけの上着をまとっているが、かつては二枚目俳優だった。
アスパラガスがかつて演じた荒くれ者の海賊猫グロールタイガー。
マンカストラップ

行動力と正義感あふれる兄貴肌のリーダー猫。白、グレー、黒の毛並み。
ラム・タム・タガー
あまのじゃくな性格。メス猫にモテモテなプレイボーイ。
旧演出では白い衣装で、エルヴィス・プレスリーのイメージだった。現在の黒い衣装は原版と同じくミック・ジャガーがモチーフである。尻尾をマイクにしてみたり、夜空を突き破って登場したりなどイケてる行動を繰り返す。
ミストフェリーズ
原版に比べマジックの見せ場が多い。黒白の毛並みが印象的な小さな猫。ダンスとマジックの能力が抜群。
ミストフェリーズのナンバーでのソロはなくなった。ダンスを中心とし、歌唱パートは少ない。様々な猫に好かれており、あのラム・タム・タガーも認めるほどである。
マンゴジェリー
ランペルティーザと泥棒稼業に勤しむアクロバットが得意なオス猫。
原版とほぼ同じ設定だが、外見は赤みがかった毛並みである。劇中劇グロールタイガーのシーンでは原版のアロンゾに変わり、5人組であるクリューの一人になっている。
スキンブルシャンクス

鉄道をこよなく愛し、皆のために骨身を惜しまず働く気のいい猫。偽マキャとしてマキャヴィティパートに出てきたりすることもある。
コリコパット
名前以外は劇団四季オリジナル。黄色と黒の毛皮を持つ、踊りが得意な青年猫。怖いもの知らずで、何にでも立ち向かう姿が見られる。すばしっこくて耳が立った茶色の青年猫。ヴィクトリアとペアで踊る。
ランパスキャット
薄いグレーの毛皮に黒ブチ模様。エネルギッシュなオス猫。原版のアロンゾと外見や役割が似ている。
カーバケッティ
名前以外は劇団四季オリジナル。三毛猫の一種。一見ニヒルで控えめな印象だがダンスは抜群。右目と口元に大きなブチがあるオス猫。歌のソロは無い。控えめな性格だが、メス猫をエスコートするなど紳士的。ディミータと体を寄せ合うシーンもある。
ギルバート
名前以外は劇団四季オリジナル。黒、茶、白の3色の毛皮を持つオス猫。劇中劇グロールタイガーのシーンではシャム猫軍団の隊長を演じ、カンフーのような立ち回りを見せる。ジェリクルソングでは空中ブランコの芸を披露するなどアクロバティックな見せ場が多い。
マキャヴィティ
悪事の限りを尽くす、神出鬼没な犯罪王。外見が原版と異なり、マントや仮面をまとっている。普段は黄色い猫の姿（名前やマキャヴィティとの関係などの公式設定は明らかでない）で舞台に登場している。偽マキャと呼ばれる手下を従え、雷鳴とともに鳴り響く皿の割れる音で登場する。花道の下から出てきたり、舞台壁の穴から登場したりと様々な手段で神出鬼没に出てくる。
タンブルブルータス
原版のコリコパットと似た外見。個性豊かな猫たちのなかでも特に男性的な印象を放つ。多くのシーンでカッサンドラと寄り添っており、舞踏会でペアダンスを行う。

### 公演記録
全て劇団四季の主催である。
- 1983年11月11日〜1984年11月10日 - キャッツ・シアター（西新宿、現新宿モノリスビル、仮設劇場・東京初演）
- 1985年3月20日〜1986年4月30日 - キャッツ・シアター（西梅田コンテナヤード跡地、現オオサカガーデンシティ、仮設劇場・大阪初演）
- 1986年10月10日〜1987年5月31日 - キャッツ・シアター（新宿駅南口、仮設劇場・東京再演）
- 1988年11月23日〜1989年11月23日 - キャッツ・シアター（旧国鉄笹島貨物駅跡地、現ささしまライブ24地区、仮設劇場・名古屋初演）
- 1990年4月20日〜11月19日 - キャッツ・シアター（福岡シーサイドももち、仮設劇場・福岡初演）
- 1991年5月21日〜1992年4月26日 - キャッツ・シアター（札幌駅旧構内、仮設劇場・札幌初演）
- 1992年7月18日〜1993年9月23日 - キャッツ・ドーム in 大阪スタヂアム（難波、仮設劇場・大阪再演）
- 1995年1月4日〜1996年12月14日 - キャッツ・シアター（品川駅港南口、仮設劇場・東京3回目）
- 1997年4月8日〜1998年3月8日 - JRキャッツ・シアター（JRシアター、札幌駅南口、札幌再演）
- 1998年7月1日〜1999年5月9日 - 福岡シティ劇場（現キャナルシティ劇場、キャナルシティ博多内、福岡再演）
- 1999年7月20日〜2001年1月28日 - 新名古屋ミュージカル劇場（納屋橋、名古屋再演）
- 2001年3月11日〜2003年1月13日 - 大阪MBS劇場（現シアターBRAVA!、大阪ビジネスパーク内、大阪3回目）
- 2003年4月29日〜7月9日 - 静岡市民文化会館（シアター・イン・シアター方式、静岡初演）
- 2003年8月2日〜11月24日 - 広島郵便貯金ホール（現広島県立文化芸術ホール、シアター・イン・シアター方式、広島初演）
- 2003年12月19日〜2004年5月5日 - 宮城県民会館（シアター・イン・シアター方式、仙台初演）
- 2004年11月11日〜2009年5月3日 - キャッツ・シアター（五反田・大崎、仮設劇場・東京4回目）
- 2009年11月11日〜2012年11月11日 - キヤノン・キャッツ・シアター（みなとみらい21地区、仮設劇場・横浜初演）
- 2012年12月9日〜2013年3月24日 - 上野学園ホール（広島県立文化芸術ホール、シアター・イン・シアター方式、広島再演）
- 2013年4月23日〜8月20日 - 東京エレクトロンホール宮城（宮城県民会館、シアター・イン・シアター方式、仙台再演）
- 2013年9月15日〜12月1日 - 静岡市民文化会館大ホール（シアター・イン・シアター方式、静岡再演）
- 2014年4月20日〜10月4日 - キャナルシティ劇場（福岡3回目）
- 2015年1月18日〜2016年3月21日 - 北海道四季劇場（札幌3回目）
- 2016年7月16日〜2018年5月6日 - 大阪四季劇場[4]（梅田、大阪4回目）
- 2018年8月11日〜2021年6月20日[注 3] - キャッツ・シアター[5]（大井町、四季劇場［夏］隣、仮設劇場・東京5回目）
- 2021年7月27日〜2022年4月17日 - キャナルシティ劇場（福岡4回目）
- 2022年7月18日〜2024年5月12日 - 名古屋四季劇場（名駅南、名古屋3回目）
- 2024年7月17日〜9月23日 - 静岡市民文化会館大ホール（シアター・イン・シアター方式、静岡3回目）
- 2024年11月11日〜2025年2月23日 - 上野学園ホール（広島県立文化芸術ホール、シアター・イン・シアター方式、広島3回目）
- 2025年5月6日～8月20日予定 - 東京エレクトロンホール宮城（宮城県民会館、シアター・イン・シアター方式、仙台3回目）

### 公演回数
- 1983年11月11日 日本初演 （キャッツ・シアター西新宿）
- 1986年11月9日 通算公演回数1000回 （キャッツ・シアター新宿駅南口）
- 1991年10月13日 通算公演回数2000回（キャッツ・シアター札幌）
- 1995年10月3日 通算公演回数3000回 （キャッツ・シアター品川駅港南口）
- 1998年12月5日 通算公演回数4000回 （福岡シティ劇場）
- 2001年11月4日 通算公演回数5000回 （大阪MBS劇場）
- 2005年7月8日 通算公演回数6000回 （キャッツ・シアター五反田/大崎）
- 2008年6月27日 通算公演回数7000回（キャッツ・シアター五反田/大崎）
- 2011年10月28日 通算公演回数8000回 （キヤノン・キャッツ・シアター）
- 2015年8月22日 通算公演回数9000回（北海道四季劇場）[6]
- 2019年3月12日 通算公演回数10000回（キャッツ・シアター大井町）
- 2023年5月11日 通算公演回数11111回（名古屋四季劇場）[7]

### 受賞歴
- 第18回（1989年）ぴあテン 演劇部門 第一位

## 上演記録
- ロンドン：1981年初演、約21年間ロングラン公演、連続上演回数8950回。2014年12月6日から12週間上演。[8]
- ニューヨーク：1982年初演、約18年間ロングラン公演、連続上演回数7485回。2016年7月31日からニール・サイモン劇場で16年ぶりに上演[9]。
- 日本：1983年初演、以後断続的に上演。2013年3月24日にライオンキングに抜かれるまで、長らく国内最多上演の記録を持っていた。